# バドガール
バドガール（Bud Girls）とは、バドワイザーの柄を大きくデザインしたワンピースの衣装を着用した女性。その衣装はバドスーツと呼ばれる。レースクイーンなどと同様に性的嗜好の対象となっており、アンハイザー・ブッシュが展開する公式キャンペーンで活動するバドガールの他に、非公式なコスプレとしてのバドガールも存在する。公式のバドガールの役割はあくまでも広告塔であるため、バドワイザーの知名度が高くなるにつれて、バドガールを見られる機会も大幅に減っている。

## アメリカ

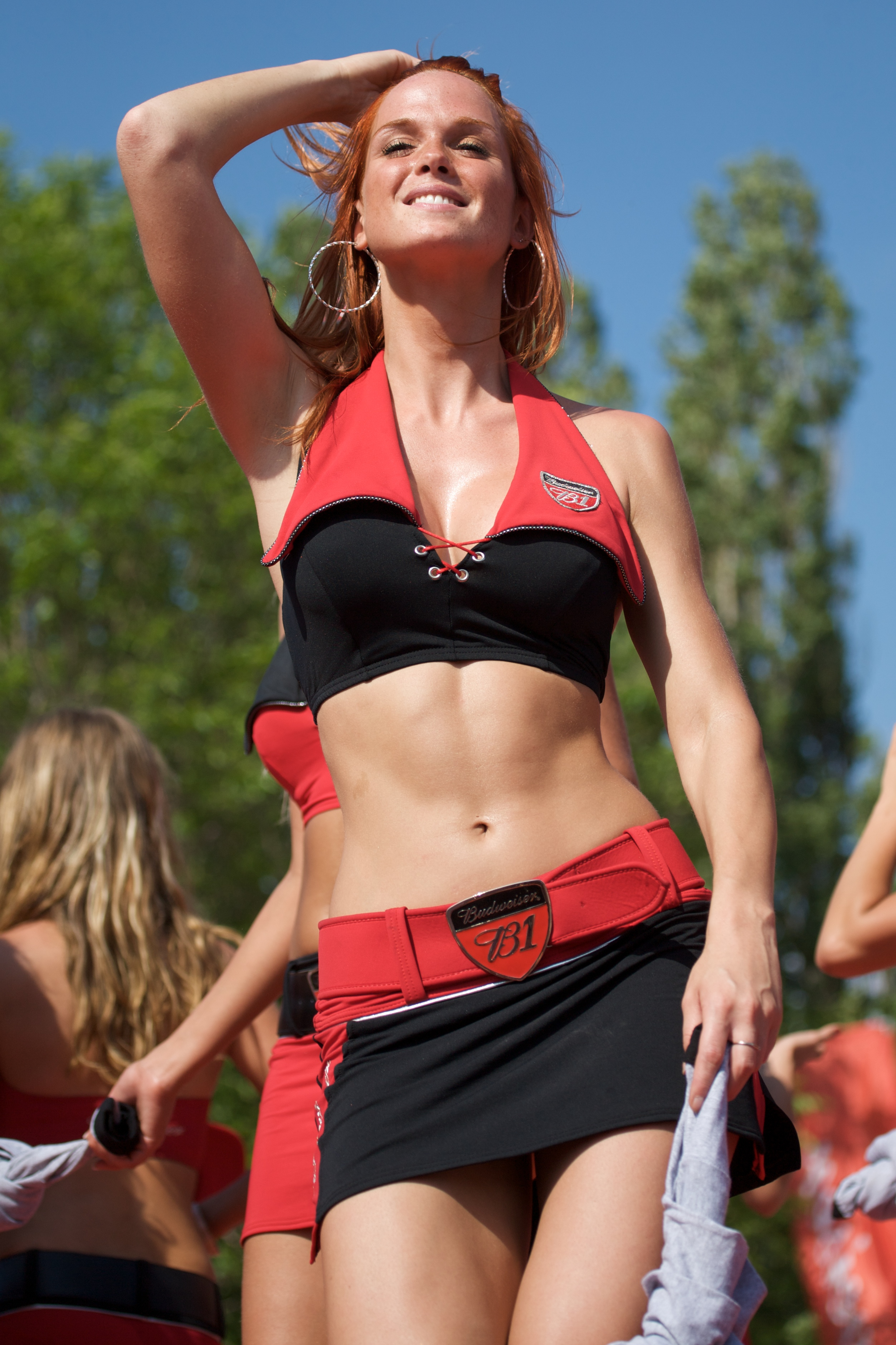
カナダのスポーツイベントでのバドガール

バドワイザーガール（またはバドガール）はバドワイザーを製造するビールメーカーであるアンハイザー・ブッシュの宣伝モデルであり、実際の販売促進を行っている人をベースにして作られたキャラクターである。
バドガールの構想と名前は1883年から使われている。
バドガールはテレビCMや紙媒体での広告で使われており、現地採用のモデルがバドガールのコスチュームでバーで販売促進活動を行っている。バドガールは性的に刺激的である一方できちんとした印象があり、喫煙、汚い言葉、刺青、ピアスや犯罪歴のある人の採用を避けている。1990年代にはアンハイザー・ブッシュの販売会社が女子大生を採用し、大学構内のバーでバドワイザーの販促活動を行った。

## 日本
1990年代後半のテレビCMで、バドガールがビアガーデンウェイトレスとして登場、のちにバドスーツ姿の梅宮アンナが出演するCMも放送され話題となった。日本での初代バドガール（バドワイザーキャンペーンガール）は守口文子でポスターなどを担当。公式に展開されたCMやイベントでは、アメリカ合衆国で製造されアンハイザー・ブッシュのタグが付いた公式のバドスーツが日本に輸入されて用いられていた。バドワイザーの知名度が高くなるにつれて広告塔としての役割は終えたため、1990年代のブームを過ぎてからは、バドガールを見られる機会は大幅に減っている。